# Podpisani
Podpisani je Srbska "underground" humoristična serija. Predvajana je bila na beogradskom TV-programu Art TV 2009. in TV Metropolis 2011.

## Igralci
| Igralec              | Vloga                 | Poklic             |
| -------------------- | --------------------- | ------------------ |
| Marko Kovač          | Prele                 | Partizan           |
| Nikola Dakić         | Gluhi                 | Partizan           |
| Nemanja Predojević   | Gluhi in Ado Majka    | Partizan in Fuhrer |
| Goran Simić          | Gluhi                 | Partizan           |
| Dejan Spasojević     | Suri                  | Partizan           |
| Bojan Aleksić        | Zrikavac              | Partizan           |
| Мilan Djukić         | Treger                | Vodja Gestapo      |
| Saša Bajević         | Boca in Paja Šiškebab | Partizani          |
| Nikola Terić         | Cane Pedala           | Kolesa mojster     |
| Bude Budisavljević   | Čedo Čednik           | Četnik             |
| Ljubomir Štulović    | Briškula              | Agent              |
| Boško Babović        | Gojko Cinkar          | Agent              |
| Jelena Kovač         | Partizanska 1         | Partizanska        |
| Ana Spasojević       | Partizanska 2         | Partizanska        |
| Vladeta Aksentijević | Vlada Čečen           | Partizan           |
| Vuk Kovač            | Mali Prele            | Fantek             |